# 红嘴热带鸟
红嘴热带鸟（学名：Phaethon aethereus）为鹲科熱帶鳥屬的鸟类，俗名短尾热带鸟、红嘴鹲。是熱帶鳥的一種，為熱帶海洋中三種密切相關的海鳥之一。表面上看起來像燕鷗，它主要是白色羽毛，翅膀和背部有一些黑色斑紋，有黑色的面具，正如其俗名所指出的那樣，擁有紅色的喙。大多數成鳥具有尾羽綬帶，其長度約為其身體長度的兩倍，雄性的尾流通常比雌性的更長。紅嘴熱帶鳥本身有三個公認的亞種，包括指名亞種。亞種mesonauta與指名亞種的區別在於其新羽毛具有淡淡的玫瑰色，而亞種indicus則以其較小的體型、更小的面具條紋和更深橙色的喙為特徵。
分布于印度洋、太平洋、大西洋等热带和亚热带部分以及中国大陆的曾见于西沙群岛等地，多生活于海洋性岛屿峭壁上。该物种的模式产地在大西洋阿森松岛。
這個物種分布於熱帶大西洋、東太平洋和印度洋。指名亞種分布於南大西洋，亞種indicus分布於中東海域和印度洋，亞種mesonauta分布於大西洋和太平洋的東部地區以及加勒比海。它是卡爾·林奈在1758年第十版Systema Naturae中描述的眾多物種之一。
築巢發生在鬆散的群體中，牠們在易於起飛的懸崖上築巢。一枚單獨的蛋由親鳥雙方孵化約六周。蛋是否孵化可能受到污染和天氣的影響，儘管後者對雛鳥是否能夠成功離巢影響甚微。雛鳥離巢後，父母通常會停止探訪巢穴，雛鳥將離開。各年齡段的鳥類都以魚和魷魚為食，牠們通過從空中潛入水中捕獲食物。然而，紅嘴熱帶鳥有時會跟隨表層捕食的掠食者，這些掠食者會將獵物驅趕到水面，然後被熱帶鳥捕捉。
在某些地區，外來入侵的黑鼠和褐鼠會襲擊巢穴，捕食蛋和幼鳥。貓也對紅嘴熱帶鳥構成威脅。根據國際自然保護聯盟（IUCN）的評估，這種鳥被認為是無危物種，儘管其數量被認為正在減少。在巴西和墨西哥等地，這種鳥被認為是受威脅的物種。

## 分類與辭源

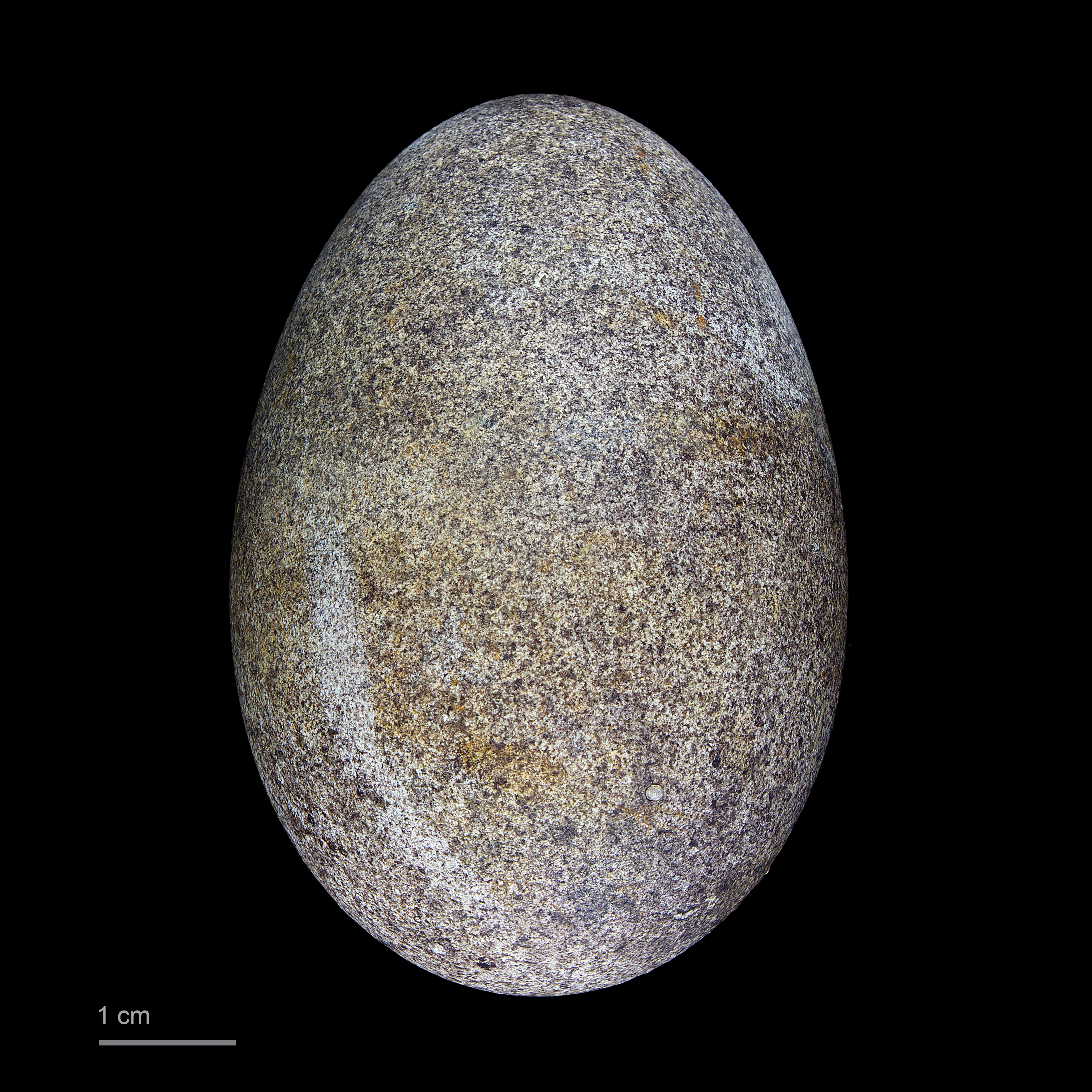
Phaethon aethereus

英國博物學家弗朗西斯·威拉比在17世紀寫到了紅嘴熱帶鳥，他曾見過皇家學會收藏的一個標本。它是林奈在其1758年具有里程碑意義的第十版Systema Naturae中描述的眾多鳥類之一，並且至今仍保持其原始學名，Phaethon aethereus。屬名來源於古希臘語phaethon，意為“太陽”，而種名來自拉丁語aetherius，意為“天上的”。這種鳥因其紅色的喙和在熱帶鳥屬中的位置而被稱為紅嘴熱帶鳥。一個替代的通用名稱是“船員鳥”，也拼作“水手長鳥”，因為其尖銳的叫聲類似於水手長的哨聲。名字的另一個來源是其尾羽類似於船上的馬林魚釘。在西印度群島的當地名稱包括“truphit”、“trophic”、“white bird”、“paille-en-queue”、“paille-en-cul”、“flèche-en-cul”和“fétu”。在1945年的一篇論文中，美國鳥類學家沃爾多·李·麥卡蒂提議將其命名為斑背熱帶鳥（barred-backed tropicbird），以其最顯著的特徵命名。
紅嘴熱帶鳥是該熱帶鳥屬中最早分化出的成員，該屬是熱帶鳥科唯一現存的屬。紅嘴熱帶鳥與其他熱帶鳥（紅尾和白尾熱帶鳥）之間的分化被認為發生在大約六百萬年前。

## 亞種
這種熱帶鳥有三個亞種，包括指名亞種：
| 亞種                               | 亞種 | 亞種 | 亞種 |
| 三名法名稱                         | 照片 | 發現 | 分佈範圍 |
| ---------------------------------- | --- | --- | --- |
| P. a. aethereus Linnaeus, 1758     | A high contrast image of the nominate, taken from behind the bird while it is on the ground, can be seen.                                | 指名亞種，1758年由林奈描述。 | 中大西洋（在赤道以南的島嶼繁殖）                                                                                |
| P. a. mesonauta J. L. Peters, 1930 | The subspecies mesonauta can be seen flying over water.                                                                                  | 1930年，詹姆斯·L·彼得斯從一個來自巴拿馬上將灣的雌性成鳥標本中描述了這個亞種。他指出，這個亞種的大覆羽比指名亞種具有更多黑色，指名亞種的覆羽邊緣是白色的。在同一篇文章中，他描述了來自加拉帕戈斯群島的標本P. a. limatus。他報告說，這個分類單位類似於P. a. mesonauta，但喙顯得更黃。彼得斯堅持這種顏色不是保存造成的。國際鳥類學家聯盟（IOC）不承認後者為獨立亞種。 | 東太平洋、加勒比海和東大西洋。                                                                                  |
| P. a. indicus A. O. Hume, 1876     | A red-billed tropicbird, subspecies indicus, can be seen flying. It has a less extensive mask and a more orangey bill than the nominate. | 阿倫·奧克塔維安·休姆在1876年寫到這個分類，他在印度西海岸的切爾巴尼亞尼礁附近射殺了一隻鳥。他指出，印度洋的鳥總體上比指名亞種小，並暫時將其分類為獨立物種。 | 波斯灣、亞丁灣、紅海。 在中国大陆，分布于西沙群岛等地。该物种的模式产地在印度Mektan海滩。。ITIS不认准这个亚种。 |

## 描述
紅嘴熱帶鳥平均長度為90至105 cm（35至41英寸）， 包括46至56 cm（18至22英寸）長的尾羽綬帶。 不包括尾羽綬帶，熱帶鳥的長度約為48 cm（19英寸）。 其翼展為99至106 cm（39至42英寸）。 整體外觀類似燕鷗。 羽毛呈白色，翼尖為黑色，背部有細密的黑色橫斑。 有一個從眼前上方延伸到頸側的黑色面具，後頸和頸背通常有灰色斑點。尾羽和尾羽飾上有黑色軸線條紋。下半部羽毛為白色，最外側的初級飛羽和三級飛羽上有些黑色，偶爾在側腹部也有黑色斑紋。虹膜為黑褐色，喙為紅色。 腿部、中趾基部和部分外趾為橙黃色，其餘腳部為黑色。雖然雄雌鳥相似， 雄鳥通常比雌鳥大， 且雄鳥的尾羽綬帶比雌鳥長約12 cm（4.7英寸）。
這種鳥的亞種通常可以根據大小和羽毛的不同來區分。亞種Phaethon aethereus mesonauta可以根據其羽毛新鮮時的淡玫瑰色調，上翼上較粗的黑色橫斑，以及外翼上更實心的黑色來區分。亞種P. a. indicus可以根據其較小的體型、較小的臉部條紋面具（通常不延伸到眼後），以及帶有黑色切緣的較橙色喙來區分。

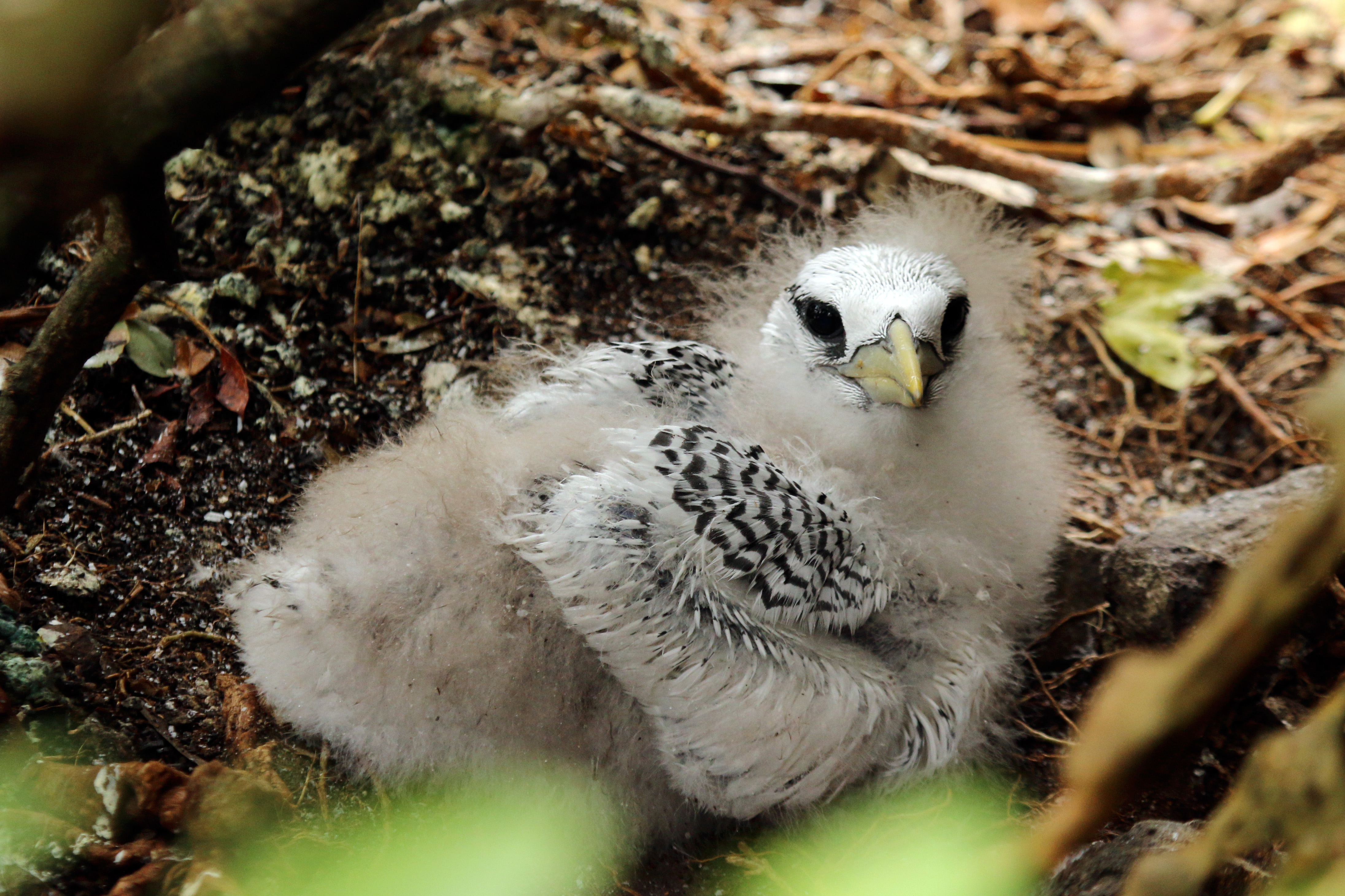
P. a. mesonauta 雛鳥, 小多巴哥島

雛鳥孵化時，身披灰色絨毛。 這些絨毛大約在40到50天內會脫落。 幼鳥缺乏尾羽綬帶。 幼鳥看起來與成鳥相似，頭頂大部分為白色。幼鳥的眼睛上方的條紋通常在頸背處連接。尾羽通常有黑色的尖端或次端點，沒有成鳥特有的尾羽綬帶。偶爾，幼鳥在側腹部和尾下覆羽上會有黑色斑紋。
紅嘴熱帶鳥可以通過其紅色喙和白色尾羽綬帶與其他熱帶鳥區分。稍小的紅尾熱帶鳥有紅色而非白色的尾羽綬帶，而白尾熱帶鳥可以通過其較小的體型、上翼覆羽上的黑色條紋以及黃色橙色的喙來區分。 紅嘴熱帶鳥的幼鳥相比其他種類的幼鳥，其上部有更多的橫斑。 在飛行中，橙嘴鳳頭燕鷗可能會與成鳥的紅嘴熱帶鳥混淆，但可以通過前者較不直接的飛行模式和缺乏尾羽綬帶來區分。
這種熱帶鳥每年會進行一次換羽，採用複雜的基本策略。 這種換羽會在求偶前完成，持續19到29週，大多數在24週內完成。 雛鳥則在兩到三歲時長出成鳥羽毛。
紅嘴熱帶鳥通常只在繁殖聚落附近鳴叫，牠們會加入由2到20隻成鳥組成的群體，在海面上空盤旋並發出響亮而刺耳的kreeeee-kreeeee-kri-kri-kri-kr叫聲。若在巢中受驚，雛鳥會發出響亮且尖銳的叫聲，可能相當刺耳且延續一段時間。

## 分布和棲地
紅嘴熱帶鳥的分布範圍是三種熱帶鳥中最小的， 但它仍然分布在新熱帶界以及熱帶的大西洋、東部太平洋和印度洋。指名亞種Phaethon aethereus aethereus在赤道以南的大西洋島嶼繁殖，包括亞森松島、聖赫勒拿島在大西洋中脊上，以及巴西水域中的費爾南多·迪諾羅尼亞群島和阿布羅留斯群島。它是納米比亞和南非海岸的迷鳥。 亞種P. a. mesonauta分布在東大西洋、東太平洋和加勒比地區。 這個亞種原本只分布在東大西洋的佛得角群島，但在21世紀已殖民加那利群島，尤其是富埃特文圖拉島，但也出現在該群島的其他島嶼上。 印度洋亞種P. a. indicus分布在巴基斯坦、西印度、西南斯里蘭卡、 非洲之角和阿拉伯半島的海域。 這個亞種也是塞舌爾的罕見但定期出現的迷鳥。
在西印度群島，這種鳥在小安地列斯群島、維京群島和波多黎各東部的小島上最為常見。 在西古北界的繁殖地點包括佛得角群島和塞內加爾外海的馬德萊娜群島。2000年，該地區的總繁殖對數可能少於150對。 在太平洋，牠從北方的加利福尼亞灣和墨西哥的雷維利亞希赫多群島到南方的加拉巴哥群島、厄瓜多的拉普拉塔島和秘魯的聖洛倫索島都有繁殖地。研究人員Larry Spear和David Ainley在1995年經過15年的野外觀察後，估計太平洋的最低種群數量約為15,750隻鳥。 紅嘴熱帶鳥在非繁殖期分散得很廣，幼鳥比成鳥更甚， 太平洋的鳥類可到達華盛頓州北緯45度和智利南緯32度， 截至2007年，夏威夷有19次記錄，距墨西哥約4,300（2,700英里）。 它有時會飛得更遠，包括英國的五次記錄， 以及澳大利亞的兩次記錄：2010年10月至12月在豪勳爵島和2014年9月在阿什莫爾和卡捷群島。 2005年7月，有一隻被發現在加拿大東部的新不倫瑞克，而另一隻自2000年以來定期出現在緬因州的馬提尼克斯岩燈塔。

## 行為
紅嘴熱帶鳥在海上飛行時可以達到時速44每小時（27英里每小時）， 在海上巡航時至少能保持海面上30（100英尺）高度。 它無法站立，也不擅長行走，從陸地起飛需要一個沒有障礙物的起飛點。 相反地，它從海面起飛不需太多努力。它的羽毛是防水的，可以漂浮在水上。

### 繁殖

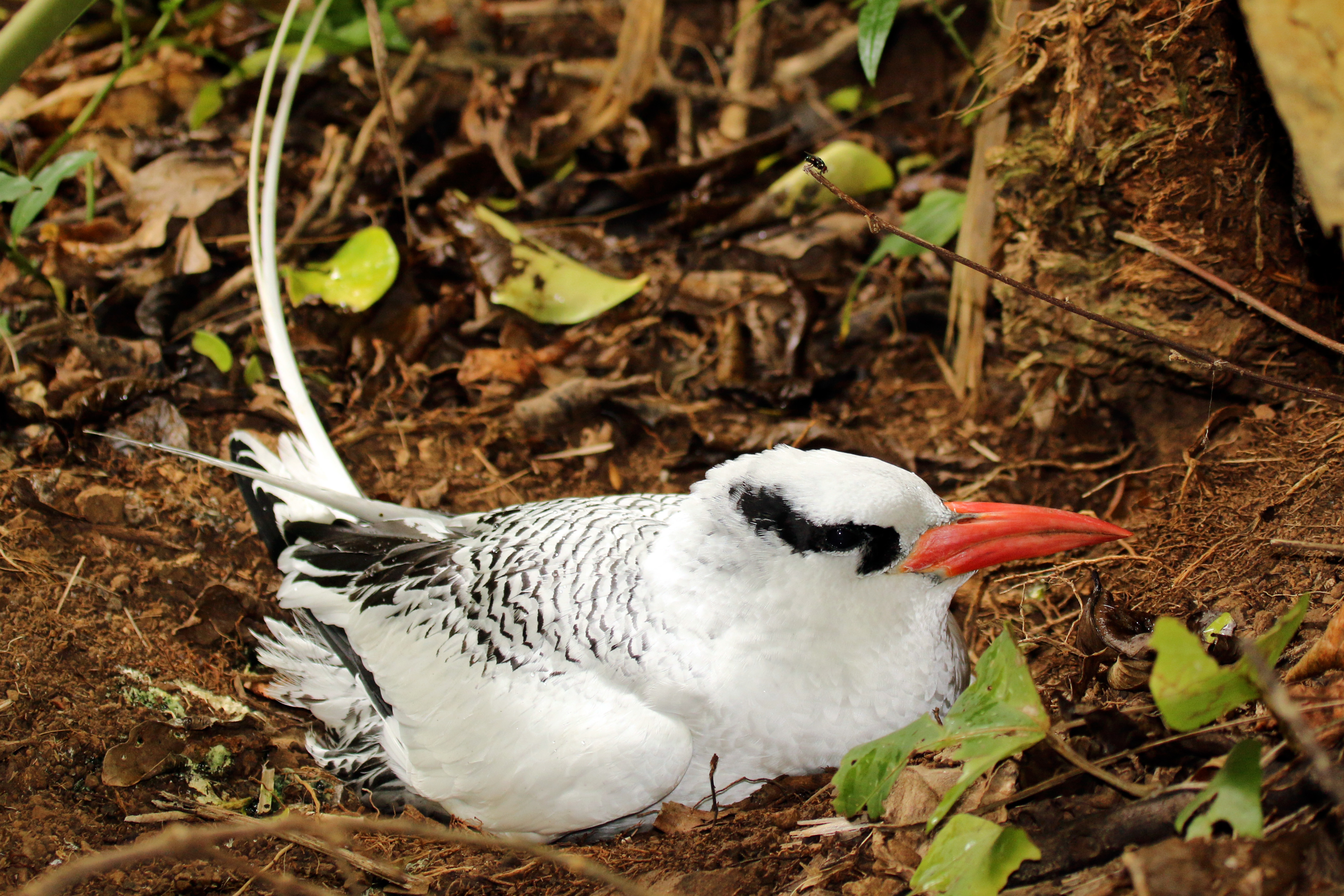
P. a. mesonauta, 孵卵中, 小多巴哥島

紅嘴熱帶鳥通常在孤立的懸崖面上築巢， 形成鬆散的群落。 它使用簡單的刮巢， 位於一個它可以輕鬆起飛的地方。 第一次繁殖的年齡通常為五歲，但這個年齡是可變的；曾經見過一隻三歲的熱帶鳥繁殖。 在某些地區，繁殖全年進行，而在其他地區，繁殖是季節性的。 例如，在加利福尼亞洋流的島嶼上，繁殖從11月或12月開始，而在加拉巴哥群島則全年進行。 繁殖受食物供應的影響，食物增加通常會讓繁殖增加。 個體繁殖周期為九到十二個月。一隻繁殖期的鳥通常會返回前一個繁殖周期的伴侶和巢穴位置。

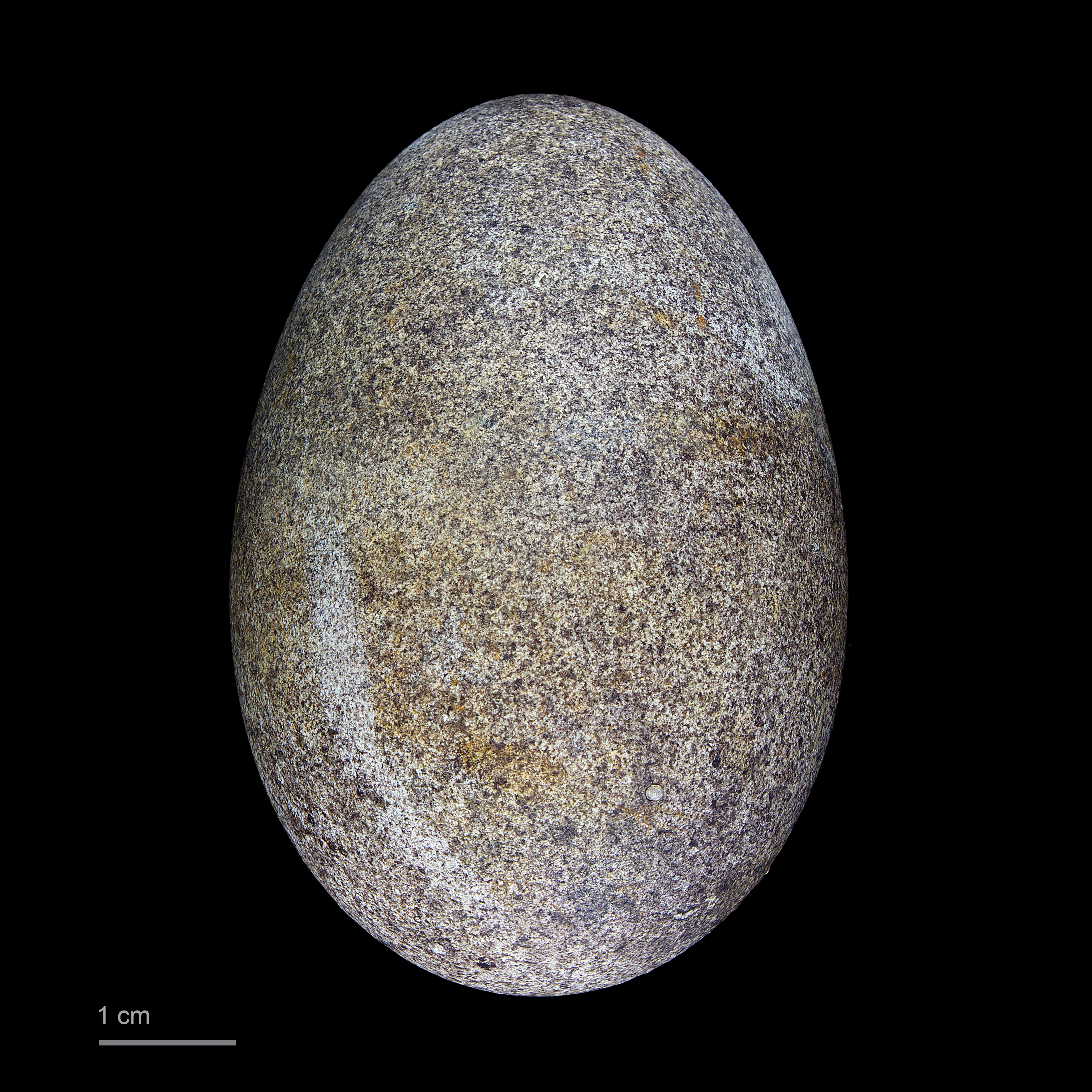
紅嘴熱帶鳥的蛋

求偶和配對通常持續三到五週， 在此期間，這種鳥會對潛在的配偶進行空中求偶展示。 求偶展示包括在空中滑翔，並間歇性地快速拍打翅膀。 在其中一種展示中，一對鳥類會一起滑翔100—300（330—980英尺），一隻鳥約在另一隻鳥的30 cm（12英寸）上方。上方的鳥將其翅膀向下彎曲，而下方的鳥將其翅膀向上抬起，使它們幾乎接觸到。這兩隻鳥下降到海面上方約6（20英尺）後分開。
爭取巢穴位置時，有時會發生兩對或多對鳥之間的戰鬥，直到原巢主宣示所有權。 紅嘴熱帶鳥在巢穴位置具有攻擊性， 會與其他鳥類打鬥，並趕走海鷗、海燕和白尾熱帶鳥等物種。如果它們未能摧毀白尾熱帶鳥的蛋，還曾被記錄到接管其巢穴並撫養其幼鳥。 在夏威夷，有迷鳥紅嘴熱帶鳥被認為與紅尾熱帶鳥巢中的蛋丟失有關。
這種熱帶鳥通常會產下一枚帶有紅褐色斑點的白色至淡紫色的卵。蛋的大小通常為45乘60（1.8乘2.4英寸），重量約67克（2.4盎司），約為成年雌鳥體重的10%。 由雌雄共同孵化42至46天。如果蛋在巢中存活的頭幾天未能存活，雌鳥通常會產下一個替代蛋。 孵化的雛鳥通常在孵化後約10至15週內離巢， 雖然大多數在約80至90天後離巢。 雛鳥的最大重量通常約為725克（1.6英磅），但在比平均氣溫更高的年份，這可能會下降到約600克（1.3英磅）。
雛鳥出生時無助且無法移動（巢居性和半晚成性）， 直到3到5天大時可以自我調節體溫，此前一直由父母親密護育。 雛鳥在13至15天時長出第一批羽毛——肩羽，隨後在24至27天長出初級飛羽，30至35天長出尾羽，55天內完全長成。 在第30至60天期間，父母會更加照顧雛鳥；這可能與雛鳥在這段時間內對食物需求量較大有關。半消化的食物會被反芻，然後餵給年幼的鳥，而年長的鳥則餵食固體食物。 父母與雛鳥正常的照顧行為可以持續到大約第70天，之後父母的照顧會迅速減少。 雛鳥在離巢後不再得到照顧， 只有約七分之一的雛鳥在第80天後仍會得到食物，而在約90天後幾乎沒有雛鳥會被探視。雛鳥在離巢後會離開巢穴，少數在約100天後仍會留下。

### 食性
雖然紅嘴熱帶鳥不善於游泳， 紅嘴熱帶鳥以魚和魷魚為食。 這些魚通常較小，長度約在10、20 cm（4、8英寸）左右，雖然有些捕獲的魚可達30 cm（12英寸）。這些水生獵物主要是通過從空中潛入水中捕捉到的，儘管這種鳥類偏愛的飛魚有時會在空中被捕捉到。 吃的魚類包括太平洋絲鯡（Opisthonema libertate）、尖下巴飛魚（Fodiator acutus）、飛魚屬的魚類（Hirundichthys）、帆鰭飛魚（Parexocoetus brachypterus）、裝飾飛魚（Cypselurus callopterus）、大翅半喙魚（Oxyporhamphus micropterus）、長鰭半喙魚（Hemiramphus saltator）、熱帶雙翼飛魚（Exocoetus volitans）、紅唇鳚（Ophioblennius atlanticus）、松鼠魚（Holocentrus adscensionis）、鯖鰺（Decapterus macarellus）、短頷皮革鰺（Oligoplites refulgens），以及馬鰺（Scomber spp.）。 吃的魷魚包括玻璃魷魚（Hyaloteuthis pelagica）。{sfn|Cramp|1977|p=181}}
隨著幼鳥的成長，雙親會餵食越來越多的魚和魷魚給它們， 通常是部分消化後再反芻。{sfn|Cramp|1977|p=181}} 幼鳥吃的魚大多低於6 cm（2.4英寸），雖然一些較大的幼鳥可以吃到長達30 cm（12英寸）的魚。
這種熱帶鳥通常單獨覓食。 它通常在遠離海岸線的水域潛水捕食，從空中衝進水面， 高度可達40（130英尺）。 它通常會在潛水前在水面上方盤旋。 有時候，這種鳥會跟隨在水面附近捕食的掠食者，如海豚或金槍魚。紅嘴熱帶鳥會吃這些掠食者驅趕到水面或水面的魚類。 它通常在較暖的水域覓食，但也會在如加利福尼亞灣這樣的涼流區域捕獵。這種鳥也曾被記錄在鹽楔河口覓食。

## 與人類的關係
紅嘴熱帶鳥不是百慕達的本土鳥類，卻被錯誤地印在$50百慕大元上，並在2012年被白尾熱帶鳥所取代，後者是在百慕達可以找到的熱帶鳥。

## 狀態
由於紅嘴熱帶鳥的築巢地點偏遠以及牠們可能出現的廣闊海域，要準確評估牠們的數量相當困難。 根據IUCN，這種鳥被認為是無危物種。這是因為牠們的分佈範圍、數量下降和總數雖然較小，但不符合被認為是易危物種的標準。這種鳥的分佈範圍被認為是86.3 million 平方（33.3 million 平方英里），估計有3,300到13,000隻成鳥。 在西大西洋地區，2000年對那裡的數量給出了一個更精確的數字；大約有4,000到5,000對。 牠們的數量正在下降，主要是由於人類對鳥類環境的破壞和外來物種的掠食， 如老鼠。這些掠食者有可能使紅嘴熱帶鳥的數量急劇下降。 據估計，這種鳥類在大約450到750年前經歷了一次族群瓶頸，可能是由於人類的捕獵。這導致了這種熱帶鳥的基因多樣性較低，使其適應突發環境變化的可能性較低。 在墨西哥和巴西，它被認為是受威脅的物種。

### 威脅和生存
在像阿布羅霍斯群島這樣的地方，紅嘴熱帶鳥的蛋和雛鳥是褐鼠和黑鼠的獵物，這些老鼠是入侵物種。 野貓也是繁殖中的熱帶鳥的掠食者，在加勒比島嶼薩巴島等地，這些鳥類約占野貓食物的3%。在薩巴島，自2000年左右以來這個問題才出現。 在阿森松島，野貓根除後的效果是紅嘴熱帶鳥數量在一年內增加了約1.6%。 在加拉帕戈斯群島，短耳鴞（Asio flammeus）偶爾會吃小鳥。 Toxoplasma gondii，一種細胞內寄生蟲，可以在這種鳥中發現。約有28%的紅嘴熱帶鳥產生針對T. gondii的抗體。
在正常情況下，大約75%的蛋會孵化。在異常炎熱的情況下，孵化成功率會下降到約35%。 蛋殼變薄，這可能是導致蛋死亡的原因之一，可能由污染物引起。 在正常年份，約有78%的雛鳥會飛出巢穴，而在異常炎熱的年份，這個比例僅略微下降至77%。 在正常氣候期間，大多數蛋和雛鳥的死亡是由於父母與其他鳥類之間的巢穴爭鬥引起的。 可繁殖的成鳥通常能存活一年，每年只有約 18% 死亡。年輕個體的生存率較低，每年約有29%會死亡。 這種鳥的壽命大約在16到30年之間。